# Oskar Sivertsen
Pour les articles homonymes, voir Sivertsen.
Oskar Sivertsen, né le 15 février 2004 à Stavanger en Norvège, est un footballeur norvégien qui joue au poste de d'ailier au Go Ahead Eagles

## Biographie

### En club
Né en Norvège, Oskar Sivertsen est notamment formé par le Kristiansund BK. Il joue son premier match en professionnel le 22 août 2020, lors d'une rencontre de championnat face au Sarpsborg 08 FF. Il entre en jeu et se fait remarquer en inscrivant également son premier but, participant à la victoire de son équipe par quatre buts à un.
Le 1er avril 2022, Sivertsen est prêté au IL Hødd jusqu'à l'été. Après six matchs joués et deux buts marqués, il fait son retour au Kristiansund BK en juin 2022.
Le 4 février 2025, Oskar Sivertsen rejoint les Pays-Bas afin de signer en faveur du Go Ahead Eagles pour un contrat courant jusqu'en juin 2028, avec une année supplémentaire en option,.

### En sélection
Oskar Sivertsen représente l'équipe de Norvège des moins de 18 ans, jouant au total neuf matchs en 2022, et marque trois buts.
Sivertsen est retenu avec l'équipe de Norvège des moins de 19 ans pour participer au Championnat d'Europe des moins de 19 ans en 2023.